# Плавання на відкритій воді на Чемпіонаті світу з водних видів спорту 2015
Змагання з плавання на відкритій воді на Чемпіонаті світу з водних видів спорту 2015 тривали з 25 липня до 1 серпня 2015 року в Казані (Росія).

## Розклад змагань
Розіграно сім комплектів нагород.
Вказано місцевий час (UTC+3).
| Дата          | Час   | Дисципліна      |
| ------------- | ----- | --------------- |
| 25 липня 2015 | 10:00 | Жінки, 5 км     |
| 25 липня 2015 | 13:00 | Чоловіки, 5 км  |
| 27 липня 2015 | 12:00 | Чоловіки, 10 км |
| 28 липня 2015 | 12:00 | Жінки, 10 км    |
| 30 липня 2015 | 12:00 | Команда, 5 км   |
| 1 серпня 2015 | 08:00 | Чоловіки, 25 км |
| 1 серпня 2015 | 08:15 | Жінки, 25 км    |

## Медальний залік

### Таблиця медалей
| Місце               | Країна              | Золото | Срібло | Бронза | Загалом |
| ------------------- | ------------------- | ------ | ------ | ------ | ------- |
| 1                   | США                 | 2      | 1      | 0      | 3       |
| 2                   | Німеччина           | 1      | 1      | 2      | 4       |
| 3                   | Бразилія            | 1      | 1      | 1      | 3       |
| 4                   | Італія              | 1      | 0      | 2      | 3       |
| 5                   | ПАР                 | 1      | 0      | 0      | 1       |
| 5                   | Франція             | 1      | 0      | 0      | 1       |
| 7                   | Нідерланди          | 0      | 3      | 0      | 3       |
| 8                   | Греція              | 0      | 1      | 1      | 2       |
| 9                   | Угорщина            | 0      | 1      | 0      | 1       |
| Загалом (9 збірних) | Загалом (9 збірних) | 7      | 8      | 6      | 21      |

### Чоловіки
| Дисципліна | Золото                   | Золото    | Срібло                     | Срібло    | Бронза                     | Бронза    |
| ---------- | ------------------------ | --------- | -------------------------- | --------- | -------------------------- | --------- |
| 5 км       | Чад Хо · ПАР             | 55:17.6   | Роб Муффельс · Німеччина   | 55:17.6   | Маттео Фурлан · Італія     | 55:20.0   |
| 10 км      | Джордан Вілімовскі · США | 1:49:48.2 | Феррі Вертман · Нідерланди | 1:50:00.3 | Спірідон Янніотіс · Греція | 1:50:00.7 |
| 25 км      | Сімоне Руффіні · Італія  | 4:53:10.7 | Алекс Меєр · США           | 4:53:15.1 | Маттео Фурлан · Італія     | 4:54:38.0 |

### Жінки
| Дисципліна | Золото                      | Золото    | Срібло                           | Срібло    | Бронза                      | Бронза    |
| ---------- | --------------------------- | --------- | -------------------------------- | --------- | --------------------------- | --------- |
| 5 км       | Гейлі Андерсон · США        | 58:48.4   | Калліопі Араузу · Греція         | 58:49.8   | Фіннія Вунрам · Німеччина   | 58:51.0   |
| 10 км      | Орелі Мюллер · Франція      | 1:58:04.3 | Шарон ван Раувендал · Нідерланди | 1:58:06.7 | Ана Марсела Куня · Бразилія | 1:58:26.5 |
| 25 км      | Ана Марсела Куня · Бразилія | 5:13:47.3 | Анна Олас · Угорщина             | 5:14:13.4 | Ангела Маурер · Німеччина   | 5:15:07.6 |

### Команда
| Дисципліна | Золото                                                      | Золото  | Срібло                                                            | Срібло  | Бронза     | Бронза     |
| ---------- | ----------------------------------------------------------- | ------- | ----------------------------------------------------------------- | ------- | ---------- | ---------- |
| Команда    | Німеччина · Роб Муффельс · Крістіан Райхерт · Ізабель Герле | 55:14.4 | Бразилія · Аллан до Кармо · Діого Вільяріньйо · Ана Марсела Куня  | 55:31.2 | Не вручали | Не вручали |
| Команда    | Німеччина · Роб Муффельс · Крістіан Райхерт · Ізабель Герле | 55:14.4 | Нідерланди · Марсел Схаутен · Феррі Вертман · Шарон ван Раувендал | 55:31.2 | Не вручали | Не вручали |